# Dipartimento della difesa degli Stati Uniti d'America
Il Dipartimento della difesa degli Stati Uniti d'America (in inglese: United States Department of Defense), in sigla DoD o DOD, è un dipartimento federale del Governo degli Stati Uniti d'America.
Controlla e coordina le Forze armate statunitensi ed il suo quartier generale è il Pentagono, nella contea di Arligton in Virginia. Il DoD è il più grande datore di lavoro al mondo: impiega più di 2,87 milioni di persone, di cui 1,4 milioni di militi attivi, 780.000 riservisti e più di 740.000 civili.
Al vertice dell'organizzazione vi è il segretario della difesa, membro del gabinetto presidenziale. Da tale dipartimento dipendono lo United States Department of the Army, lo United States Department of the Navy e lo United States Department of the Air Force. Dal 25 gennaio 2025 il segretario della difesa è Pete Hegseth.

## Storia
Il Congresso cominciò a prendere in considerazione di coordinare le attività dei servizi militari nel 1944. Appositi progetti vennero portati avanti nel 1945 dall'Esercito, dalla Marina e dal Joint Chiefs of Staff. In un messaggio speciale al Congresso del 19 dicembre, 1945, il presidente Harry Truman propose la creazione di un Dipartimento per la sicurezza nazionale unificato. Una proposta di legge fu sottoposta al Congresso nell'aprile del 1946, ma venne affossata dalla commissione per la Marina nei dibattiti del luglio 1946; la Commissione obiettò che si sarebbe concentrato troppo potere nelle mani di un singolo Dipartimento. Alla fine Truman nel 1947 inviò al Congresso una nuova proposta di legge che venne discussa ed emendata in alcuni mesi.
Il 26 luglio 1947 Truman firmò il National Security Act del 1947, che autorizzò il National Military Establishment ad iniziare le attività il 18 settembre 1947, il giorno dopo che il Senato aveva confermato James Vincent Forrestal come primo segretario della difesa. Il National Military Establishment aveva l'infelice abbreviazione in 'NME' (la cui pronuncia 'enemy' significa nemico), e fu così rinominato Dipartimento della difesa, "Department of Defense" (abbreviato come DOD o DoD) il 10 agosto 1949; in più, al Dipartimento della difesa venne conferita la più ampia autorità sui tre dipartimenti militari (Esercito, Marina e Aeronautica Militare). Prima della creazione del National Military Establishment / Department of Defense, le forze armate degli Stati Uniti erano suddivise in differenti sottodipartimenti, senza grande autorità centrale.
Il Dipartimento della difesa ha sede presso il Pentagono nella contea di Arlington, Virginia alla periferia di Washington sulle sponde del fiume Potomac. Fu creato dall'unione del Dipartimento della guerra (fondato nel 1789) e del Dipartimento della Marina (fondato nel 1789; già Ministero della Marina, fondato nel 1780), che divenne una sua divisione, come quelli appena creati dell'Aeronautica e dell'Esercito. All'inizio il Dipartimento venne creato per ridurre la rivalità tra i vari servizi, che si credeva avesse ridotto l'efficienza militare durante la seconda guerra mondiale.
Il Dipartimento della difesa include l'Esercito, la Marina, l'Aeronautica Militare tramite i loro Dipartimenti, ma anche enti come l'Agenzia per sicurezza nazionale (National Security Agency) e il Servizio segreto militare (Defense Intelligence Agency). Attraverso il National Guard Bureau vi dipendono le 54 Guardie nazionali del U.S. National Guard.
In caso di guerra, il Dipartimento ha autorità anche sulla Guardia Costiera, mentre in tempo di pace questo ente è sotto il controllo del Dipartimento per la Sicurezza Nazionale (il Department of Homeland Security o anche DHS). Prima della creazione del DHS, la Guardia Costiera era sotto il controllo del Dipartimento dei trasporti. La Guardia Costiera non è stata formalmente militarizzata fino alla seconda guerra mondiale, sebbene avesse partecipato in varie operazioni militari e paramilitari negli anni.
Il budget annuale del DoD è all'incirca di 425 miliardi di dollari (circa 1 600 dollari a testa), senza contare decine di miliardi in più per spese straordinarie stanziati dal Congresso durante l'anno.
La struttura dirigenziale del Dipartimento della difesa è definita dal Goldwater-Nichols Act del 1986. Secondo il documento, la catena di comando va dal Presidente degli Stati Uniti, attraverso il segretario della difesa, ai comandanti regionali all'interno di uno o più Comandi da cui dipendono tutte le forze militari di competenza di quel territorio. Il Chairman of the Joint Chiefs of Staff  e alcuni Chiefs of Staff  sono responsabili della preparazione dei militari e fungono da consiglieri militari del presidente, ma non sono nella catena di comando. Il presidente del Joint Chiefs of Staff è per legge il più alto grado di funzionario militare degli Stati Uniti.
Il 22 febbraio 2002 l'ufficio dell'ispettore generale del Dipartimento della difesa ha comunicato che non dispone e non disporrà della copertura per "spese varie non documentabili" per una cifra di 1100 miliardi di dollari.
In più, il Dipartimento della Difesa è stato oggetto di alcune maxi-inchieste della Corte dei conti USA, il Government Accountability Office.
Dal 7 gennaio 2020 il Dipartimento della difesa è designato come organizzazione terroristica dall'Iran.

## Organizzazione

Struttura del DoD nel 2005

- Office of the Secretary of Defense
  - Defense Policy Board Advisory Committee
  - Office of Net Assessment
  - Office of Inspector General
    - Defense Criminal Investigative Service
- Dipartimenti militari
  - Department of the Army incluso l'Esercito (con a capo il segretario all'esercito)
  - Department of the Navy inclusa la Marina e il Corpo dei Marines (con a capo il segretario alla marina)
  - Department of the Air Force inclusa l'Aeronautica Militare e l'Astronautica Militare (con a capo il segretario all'aeronautica)
- Joint Chiefs of Staff
  - United States Naval Observatory
- Comandi combattenti unificati
  - Central Command (CENTCOM)
  - European Command (EUCOM)
  - Joint Forces Command (JFCOM)
  - Northern Command (NORTHCOM)
  - Pacific Command (PACOM)
  - United States Africa Command (AFRICOM)
  - Southern Command (SOUTHCOM)
  - Special Operations Command (SOCOM)
  - Strategic Command (STRATCOM)
  - Transportation Command (TRANSCOM)
- Agenzie di difesa
  - Defense Advanced Research Projects Agency
  - Defense Commissary Agency
  - Defense Contract Audit Agency
  - Defense Contract Management Agency
  - Defense Finance and Accounting Service
  - Defense Information Systems Agency
  - Defense Intelligence Agency
  - Defense Legal Services Agency
  - Defense Logistics Agency
  - Defense Security Cooperation Agency
  - Defense Security Service
  - Defense Threat Reduction Agency
  - Missile Defense Agency
  - National Security Agency
  - National Reconnaissance Office
  - National Geospatial-Intelligence Agency
  - Pentagon Force Protection Agency
  - National Guard Bureau
- Dipartimento della difesa - Attività sul campo
  - American Forces Information Service
  - Defense Prisoner of War/Missing Personnel Office
  - Department of Defense Education Activity
    - Department of Defense Dependents Schools

  - DoD Human Resources Activity
  - Office of Economic Adjustment
  - Tricare Management Activity
  - Washington Headquarters Services

## Legislazione relativa
- 1947 - National Security Act of 1947
- 1958 - Department of Defense Reorganization Act PL 85-899
- 1963 - Department of Defense Appropriations Act PL 88-149
- 1963 - Military Construction Authorization Act PL 88-174
- 1967 - Supplemental Defense Appropriations Act PL 90-8
- 1984 - Department of Defense Authorization Act PL 98-525
- 1986 - Goldwater-Nichols Act of 1986 or Department of Defense Reorganization Act PL 99-433
- 1996 - Antiterrorism and Effective Death Penalty Act PL 104-132